# Isaac Titsingh
Isaac Titsingh est un chirurgien, négociant et ambassadeur néerlandais né le 10 janvier 1745 à Amsterdam et mort le 2 février 1812 à Paris.

## Biographie
Pendant sa longue carrière en Asie de l'Est, Titsingh fut un des hauts fonctionnaires de la Compagnie néerlandaise des Indes orientales (le Vereenigde Oostindische Compagnie ou VOC). Il fut le représentant officiel exclusif de la VOC auprès du Shogun de l'ère Tokugawa au Japon (1699-1784). Il voyagea deux fois jusqu'à Edo pour conseiller le Shogun et les hauts fonctionnaires du bakufu. Plus tard, il fut Gouverneur-Général de la VOC à Chinsura au Bengale (1785-1792). Titsingh y a travaillé avec Charles Cornwallis, qui était alors le gouverneur général de la Compagnie anglaise des Indes orientales (East India Company).
Titsingh devint ensuite l'un des administrateurs de la VOC à Batavia (1793-1794) aujourd'hui  Djakarta (Indonésie) alors sous domination hollandaise (Indes orientales néerlandaises). En 1795, Titsingh représenta la Hollande et les intérêts de la VOC en Chine, où sa délégation fut accueillie à la cour de l'empereur Qianlong  à Pékin. Titsingh se retira en Angleterre et en France.
Il est enterré au cimetière du Père-Lachaise. Son monument porte gravé : « Ici repose Isaac Titsingh. Ancien conseiller des Indes hollandaises. Ambassadeur en Chine et au Japon. Mort à Paris le 2 février 1812, âgé de 68 ans. »

## Publications
De ses expériences et ses recherches érudites au Japon, Titsingh a tiré plusieurs ouvrages :
- 1781 --"Bereiding van saké en soya", in Verhandelingen van het Bataviaasch genootschap van Kunsten en Wetenschappen, Vol. III, Batavia[2].
- 1814 -- "Ieso-Ki, ou Description d'Yeso, par Arai-Tsi-kogo-no-Kami, Instituteur du Ziogoen (empereur militaire) Tsoena-Josi, écrite en 1720. Ieso-Ki ou Description d'Yeso, avec l'histoire de la révolte de Sam-say-In, par Kannamon, interprète japonais, écrite en 1752. Notice de deux cartes japonais, manuscrites, communiquées par M. Titsingh", in Annales des voyages, Vol. XXIV, Paris[3].
- 1819 -- Cérémonies usitées au Japon pour les mariages et les funérailles. Paris: Nepveu. (OCLC 185485254)[2].
- 1820 -- Mémoires et anecdotes sur la dynastie régnante des djogouns, souverains du Japon, avec la description des fêtes et cérémonies observées aux différentes époques de l'année à la cour de ces princes, et un appendice contenant des détails sur la poésie des Japonais, leur manière de diviser l'année, etc.; Ouvrage orné de Planches gravées et coloriées, tiré des Originaux Japonais par M. Titsingh; publié avec des notes et éclaircissemens Par M. Abel Rémusat. Paris: Nepveu. (OCLC 255146140)[2].
- 1824 -- Bijzonderheden over Japan: behelzende een verslag van de huwelijks plegtigheden, begrafenissen en feesten der Japanezen, de gedenkschriften der laatste Japansche Keizers en andere merkwaardigheden nepens dat Ryk. Uit het Engelsch, met gekleurde platen naar Japansche originelen. S Gravenhage: De Wed. J. Allart. (OCLC 7472268)[2].
- 1834 -- [Siyun-sai Rin-siyo/Hayashi Gahō, (1652)] Nihon Ōdai Ichiran (Nipon o daï itsi ran); ou, Annales des empereurs du Japon, tr. par M. Isaac  Titsingh avec l'aide de plusieurs interprètes attachés au comptoir hollandais de Nangasaki; ouvrage re., complété et cor. sur l'original japonais-chinois, accompagné de notes et précédé d'un Aperçu d'histoire mythologique du Japon, par M. J. Klaproth. Paris: Oriental Translation Fund of Great Britain and Ireland. (OCLC 84067437)[4].